# 巴比泰站
巴比泰站是托尔尼亚卡尔内斯-图库姆斯铁路线上的一个火车站，车站建于1877年，后又于1950年翻修。